# Sit-in

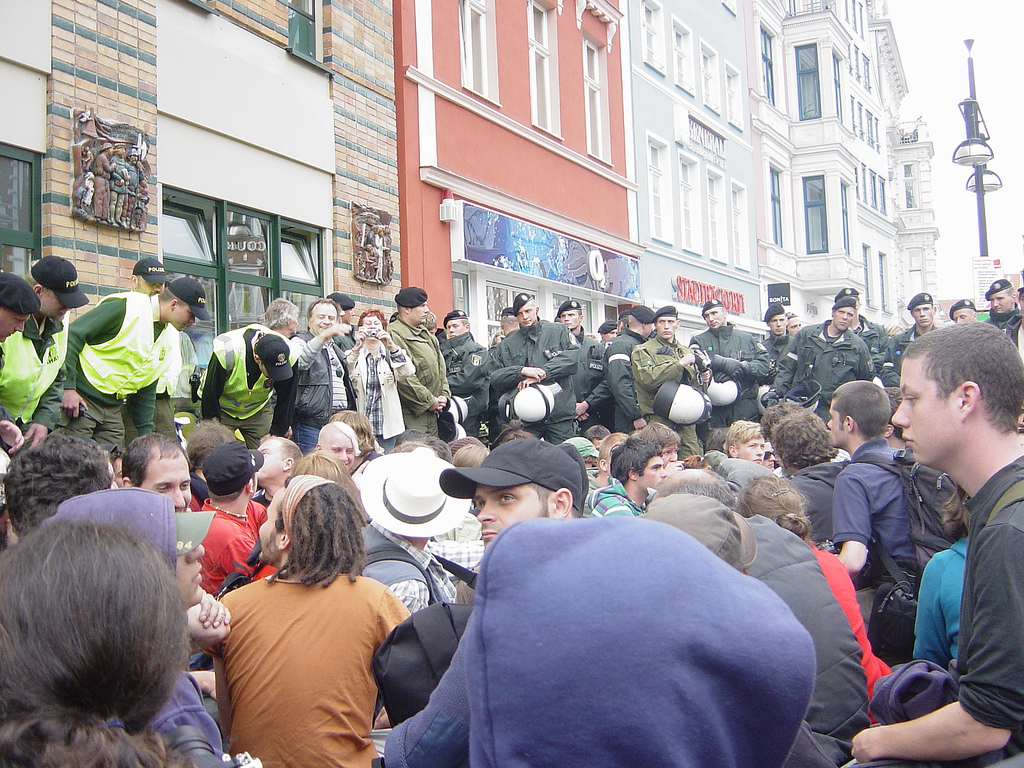
Sit-in devant un restaurant McDonald's à Rostock (Allemagne) en 2007.

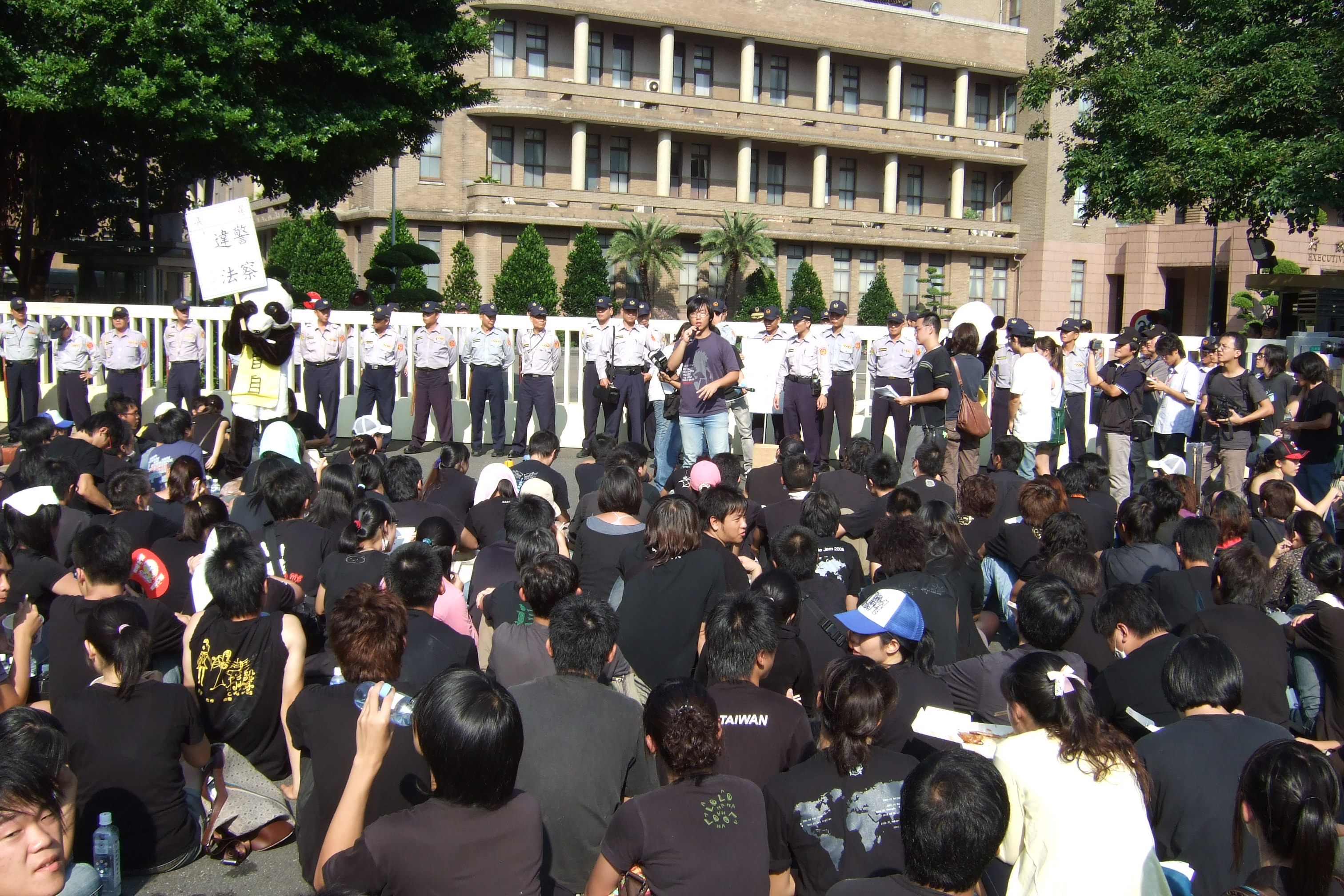
Sit-in devant le bâtiment du Yuan exécutif (Taïwan) en 2008.

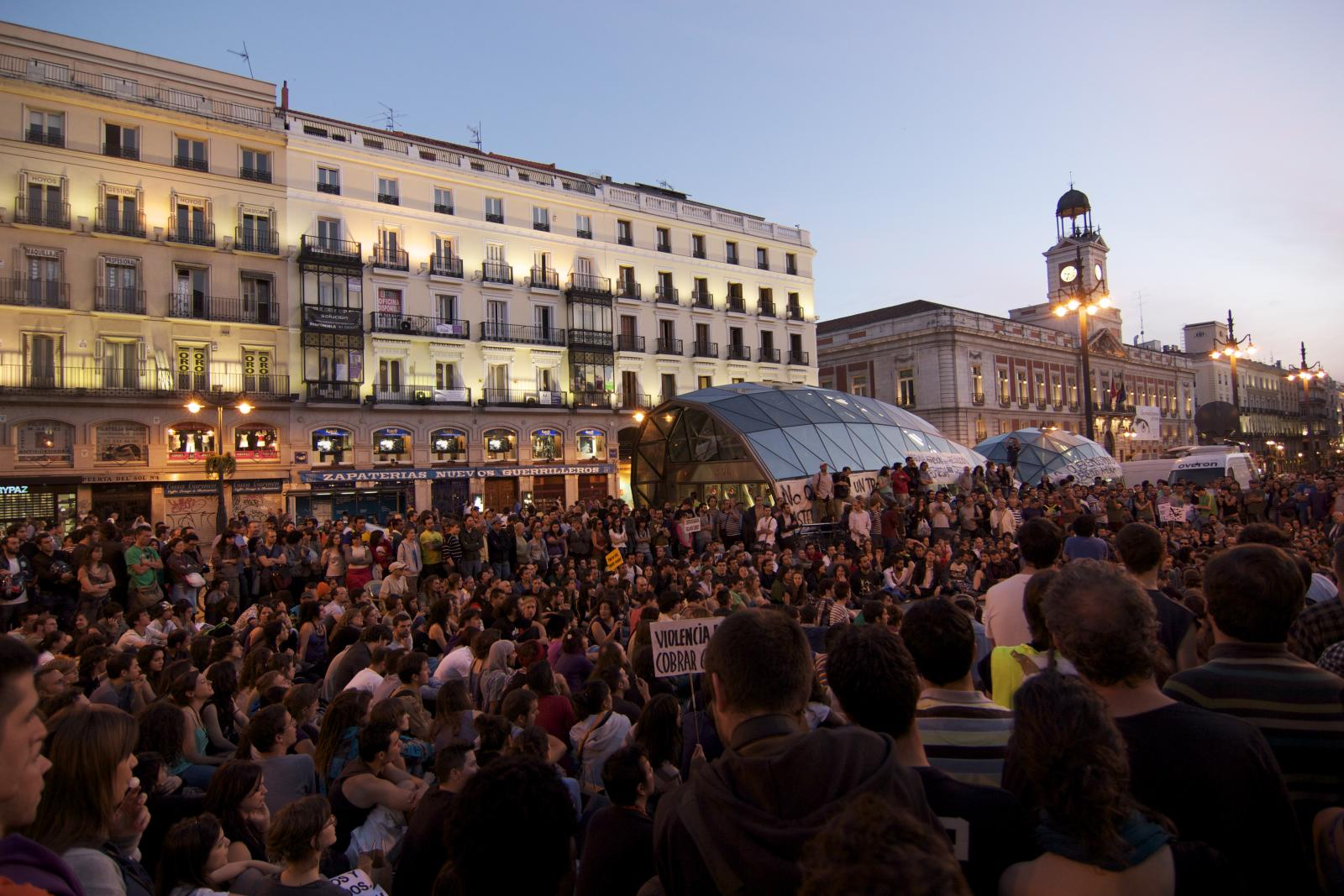
Manifestation à Madrid sur la place Puerta del Sol le 15 mai 2011.

Le sit-in est un type de manifestation caractérisé par la position assise (de l'anglais to sit = s'asseoir) de ses participants. Il consiste à occuper un espace sur la voie publique, dans un édifice public ou un établissement privé et à y demeurer pendant un temps déterminé ou le plus longtemps possible jusqu'à évacuation contrainte.
Il s'agit le plus souvent d'une manifestation pacifique ayant pour objectif de sensibiliser l'opinion à une situation d'ordre politique, économique ou social et dont les manifestants appellent à la remédiation. Le sit-in est une manière peu coûteuse d'occuper le terrain et propice à des rassemblements de militants et d'activistes, dont la position assise, expression de leur détermination, est susceptible de trouver un écho et une résonance médiatique importante.

## Historique
Le sit-in fait son entrée dans le répertoire des techniques de militantisme le 1er février 1960 en Caroline du Nord, the Greensboro sit-ins, contre un supermarché pratiquant une politique discriminatoires envers les Afro-Américains. Les sit-in furent fréquents lors du mouvement afro-américain pour les droits civiques. Manifestations relativement statiques par rapport aux marches, leur succès fut tel que les leaders de ce mouvement organisèrent d'autres types d'occupation avec la même approche, généralement liée à un acte de désobéissance civile : teach-in (enseignement dans les universités de sujets politiques ne faisant pas partie des programmes traditionnels), pray-in et kneel-in (prières et agenouillements dans les églises réservées aux blancs), swim-in et wade-in (manifestations pour dé-ségréguer les piscines et plages réservées aux blancs), read-in (lecture dans les bibliothèques réservées aux blancs), walk-in (promenades dans les théâtres, les parcs d'attractions). 
En France, le premier sit-in est organisé à Grenoble en 1963 par des salariés de Neyrpic.

## Exemples
- Révolution orange